# Pour Owen
Pour Owen (titre original : For Owen) est un poème narratif de Stephen King parue le 21 juin 1985 dans le recueil Brume.

## Résumé
Poème en vers libres dans lequel Stephen King emmène son fils Owen à l'école, le garçon lui décrivant sur le chemin une école fantastique où les élèves sont des fruits anthropomorphes.